# Llista de vials no motoritzats de València

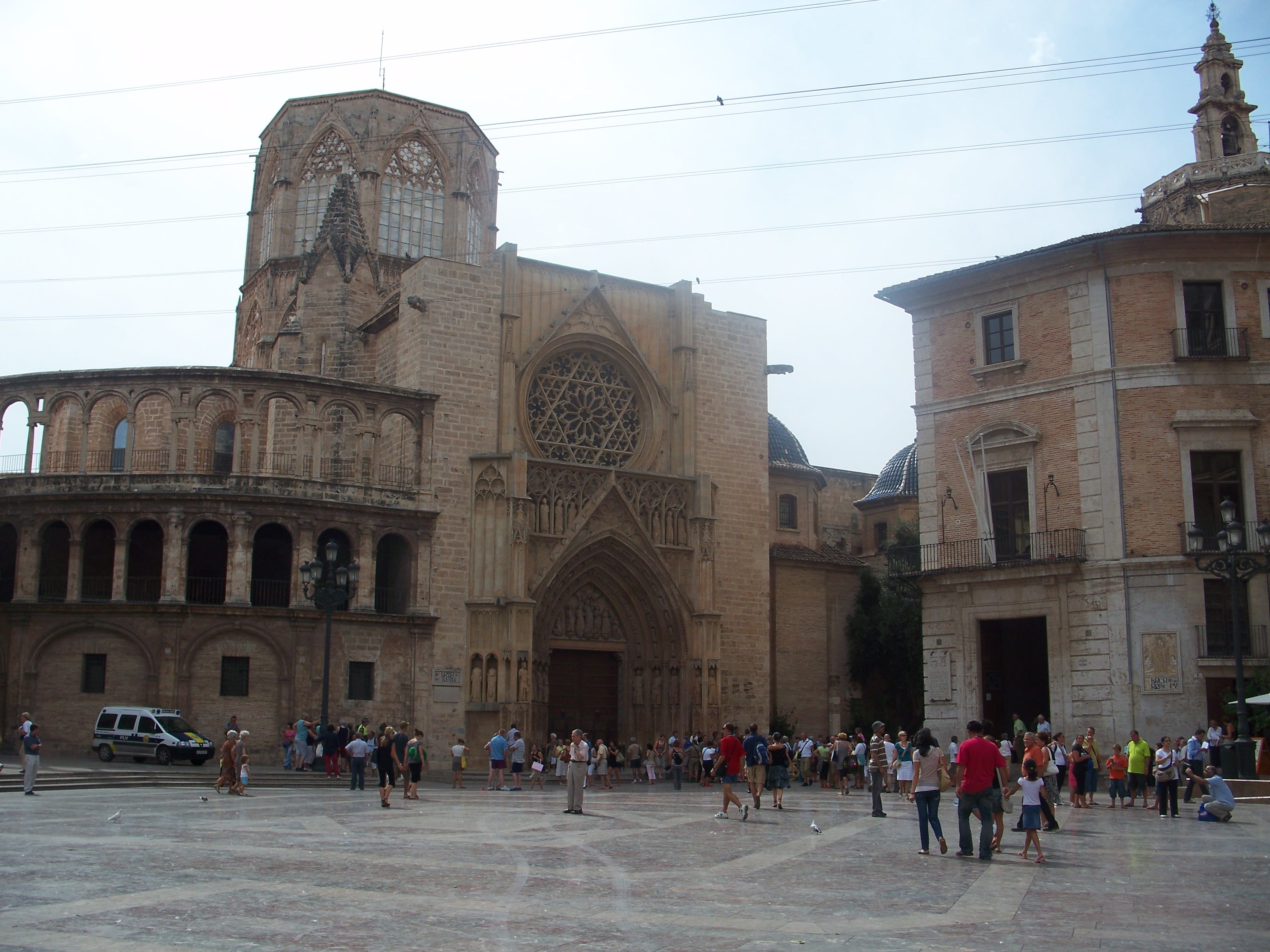
La plaça de la Mare de Déu és un dels espais no motoritzats més grans de la ciutat

Aquesta llista detalla els carrers de València exclusivament per a l'ús dels vianants, per barri.

## Ciutat Vella
- El Carme
  - Carrer del Museu
  - Plaça del Carme
  - Carrer dels Roters

- La Seu
  - Plaça de la Mare de Déu
  - Plaça del Cors de la Mare de Deú
  - Plaça de l'Almoina
  - Carrer de la Llenya
  - Carrer de Navellos
  - Plaça de Sant Llorenç
  - Carrer del Micalet

- El Mercat
  - Plaça de Santa Caterina
  - Plaça de Lope Vega
  - Carrer dels Manyans
  - Carrer de Sant Ferran
  - Carrer de la Capelleria
  - Carrer dels Drets
  - Plaça Redona
  - Carrer del Trenc
  - Carrer de Blanes
  - Carrer de Ramillets
  - Carrer de Liñán
  - Plaça de la Mercè

- Sant Ferran
  - Carrer del Music Peydró
  - Carrer d'en Sanç
  - Carrer de l'Hospital
  - Carrer de l'Arquebisbe Mayoral
  - Passatge Rex
  - Carrer de la Ribera
  - Passeig de Russafa
  - Passatge dels Forners
  - Carrer del Mossèn Fernandes
  - Carrer del Convent de Santa Clara
  - Carrer de Martínez Cubells
  - Carrer d'en Joan d'Àustria
  - Carrer del Doctor Romagosa
  - Carrer de la Soledat
  - Plaça del Col·legi del Patriarca
  - Carrer de Ripalda
  - Carrer de Marià Benlliure
  - Carrer de Santa Irene
  - Carrer de Moratín
  - Carrer de Prócida

- La Xerea:
  - Carrer de la Nau

## Barris perifèrics
- Russafa
  - Passatge de Russafa
  - Passatge del Doctor Serra
  - Carrer de Vivons
- Albors
  - Passatge de l'Hort del Veyrat
  - Passatge de Quesa
  - Passatge de Rafael Raga
  - Passatge d'Eusebi Sempere
- Ciutat Universitària
  - Carrer del Doctor Bartual Moret
- El Botànic
  - Carrer del Beat Gaspar Bono
- En Corts
  - Carrer de Pepita Samper
- Montolivet
  - Plaça del Parc de Montolivet
  - Carrer de Benissa
- Beniferri
  - Carrer dels Ponts (al voltant del Palau de Congressos de València)

## Ponts no transitables
Els ponts amb accés únicament per a vianants són:
- Pont de Fusta
- Pont de la Mar
- Pasarel·la del Centre Comercial Nuevo Centro
- Pont del Bioparc

## Altres vials
Els vials del Jardí de Túria són d'ús dels vianants i ciclistes, si bé hi són permesos els vehicles motoritzats de la policia i dels agents de manteniment del parc. A la Ciutat de les Arts i les Ciències, l'accés motoritzat és limitat a l'aparcament que hi ha davall de l'Umbracle, mentre que als vials que comuniquen el conjunt la velocitat maxima és 5 km per hora en bici, i els cotxes hi són prohibits l'entrada. Els vials de les ciutats universitàries i hospitalàries són restringits als de manteniment i en alguns casos als treballadors, i hi regeix un límit de velocitat equivalent al de les zones residencials (20 km/h).